# Zora prespaensis
Espèce
Zora prespaensis est une espèce d'araignées aranéomorphes de la famille des Miturgidae.

## Distribution
Cette espèce est endémique de Macédoine.

## Étymologie
Son nom d'espèce, composé de prespa et du suffixe latin -ensis, « qui vit dans, qui habite », lui a été donné en référence au lieu de sa découverte, la Prespa.

## Publication originale
- Drensky, 1929 : Paiatzi (Aranea) ot tzentralna i iougo-zapadna Makedonia. Spisanié na Beulgarskata Akademia na Naoukite, vol. 39, p. 1-76.